# Kohlberg, Feldbach
Kohlberg là một thị trấn thuộc huyện Feldbach trong bang Steiermark in nước Áo. Đô thị Kohlberg, Feldbach có diện tích 7,88 km², dân số cuối năm 2005 là 565 người.